# Wolfgang Borchert
Wolfgang Borchert, född 20 maj 1921 i Hamburg, död 20 november 1947 i Basel, var en tysk författare.

## Liv och verk
Wolfgang Borchert skickades till fronten i Sovjetunionen under andra världskriget och sårades allvarligt. Breven därifrån skildrade krigets vansinne. Han ställdes inför rätta för "defaitistiska yttranden" och dömdes till döden men benådades på grund av sin ungdom. Straffet omvandlades till fängelse. Borchert skickades tillbaka till fronten under den hårda vintern 1942–1943, insjuknade och återkom svårt sjuk till hemstaden. Många av hans texter handlar om krigsinvalider och hemvändande soldater. Han blev den unga, förlorade generationens författare. Så kallas de som på grund av världskrigen förlorade många år av sin ungdom och samtidigt sin trygghet och tro på framtiden.
Borchert var en av förgrundsgestalterna i den allra tidigaste tyska efterkrigslitteraturen, som går under beteckningen Trümmerliteratur (ungefär, ruinlitteratur). Wolfgang Borchert skrev framför allt kortare berättelser och dramatik, som återspeglar tidsandan i ett Tyskland, präglat av traumatiska krigsupplevelser. Han avled vid 26 års ålder på ett schweiziskt sanatorium, endast en dag innan hans mest kända verk, Draussen vor der Tür, uruppfördes i Hamburg.
Under 2008 gavs ett samlat urval av hans texter ut på svenska.

### På svenska
- Utanför dörren: fjorton prosastycken och ett drama (Draussen vor der Tür) (översättning Bodil Zalesky, Perenn, 2008) ISBN 978-91-633-1710-1